# ماکیکو واتانابه
ماکیکو واتانابه (انگلیسی: Makiko Watanabe؛ زادهٔ ۱۴ سپتامبر ۱۹۶۸) بازیگر اهل ژاپن است.
از فیلم‌ها یا برنامه‌های تلویزیونی که وی در آن نقش داشته‌است می‌توان به جنگل سوگوار، ابراز عشق اشاره کرد.